# Austria Netto Katalog
L'Austria Netto Katalog (ANK) est un éditeur autrichien spécialisé dans les collections, et installé à Vienne. Depuis le milieu du XXe siècle, ses ouvrages sont une référence pour les collectionneurs de timbres, de monnaies et de télécartes.
En philatélie, son principal catalogue de timbres est l’Österreich Spezial Katalog, sur les émissions impériales et républicaines d’Autriche. En 2005, il en est à sa 60e réédition augmentée. Un catalogue plus simple d’Autriche est aussi publié : l'Österreich Standartkatalog. Le Vierländerkatalog décrit les timbres-poste des pays germanophones : Autriche, Allemagne, Liechtenstein et Suisse, et les émissions Europa.
Les collectionneurs germanophones ont pris l’habitude d’user de l’abréviation ANK.